# 우도네섬

## 같이 보기
- 이즈 제도

우도네섬(鵜渡根島)은 일본 도쿄도 이즈 제도의 여러 섬들 중 하나이다. 이 섬은 해발고도가 210m이고 면적은 0.4km2이다. 이 섬은 사람이 살지 않는 무인도 화산섬이다. 그렇기 때문에 이 섬에서는 농업이 이루어지지 않고 있다.